# Amas du Canard sauvage
Cet article possède un paronyme, voir Le Canard sauvage (homonymie).
M11 (NGC 6705)
Pour les articles homonymes, voir M11.
L'amas des Canards sauvages, également connu sous les désignations Messier 11 et NGC 6705, est un amas ouvert situé dans la constellation de l'Écu de Sobieski. Il a été découvert par l'astronome allemand Gottfried Kirch en 1681.
Selon la classification des amas ouverts de Robert Trumpler, cet amas renferme plus de 100 étoiles (lettre r) dont la concentration est forte (I) et dont les magnitudes se répartissent sur un intervalle moyen (le chiffre 2).

## Observation
La magnitude de 5,8 de l'amas le rend visible aux jumelles sous la forme d'une tache diffuse. Un télescope de 114 mm permet de résoudre de nombreuses étoiles. La vision devient magnifique avec un télescope de 200 mm qui montre un objet très dense en étoiles et ressemblant à s'y méprendre à un bel amas globulaire. L'amas se trouve à 1,8° au sud-est de l'étoile Beta Scuti.

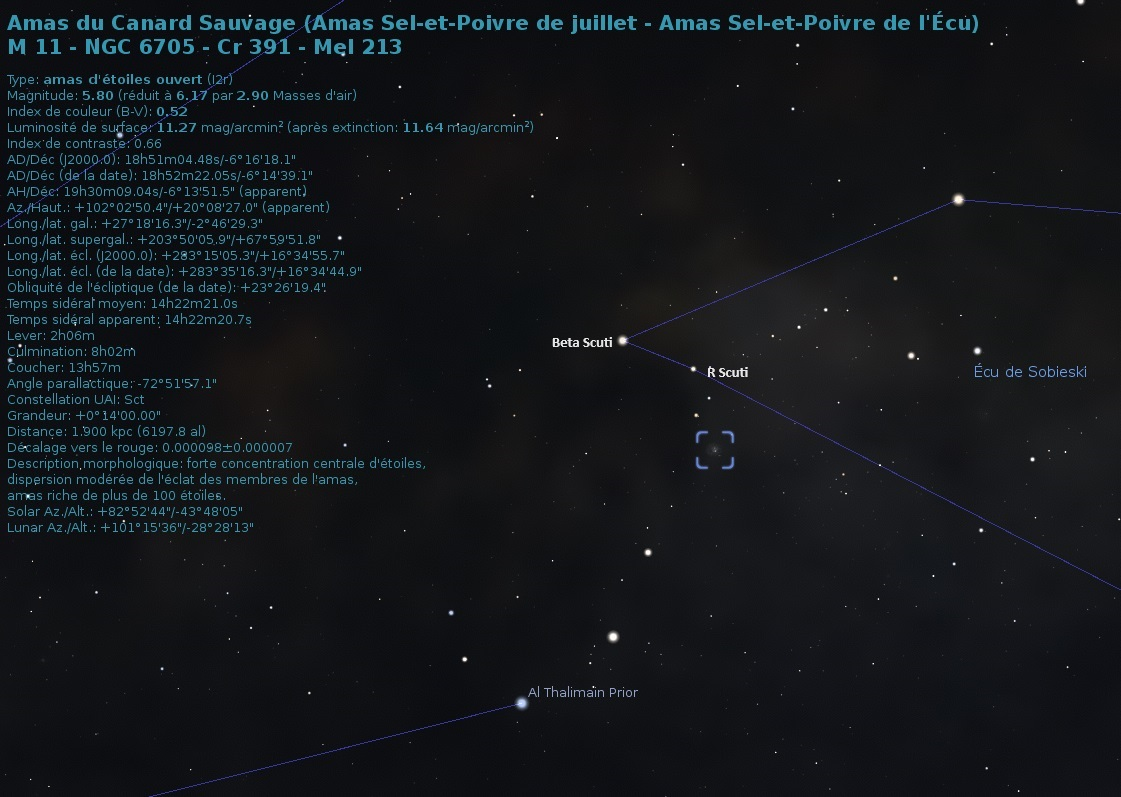
Localisation de M11 dans la constellation de l'Écu de Sobieski.

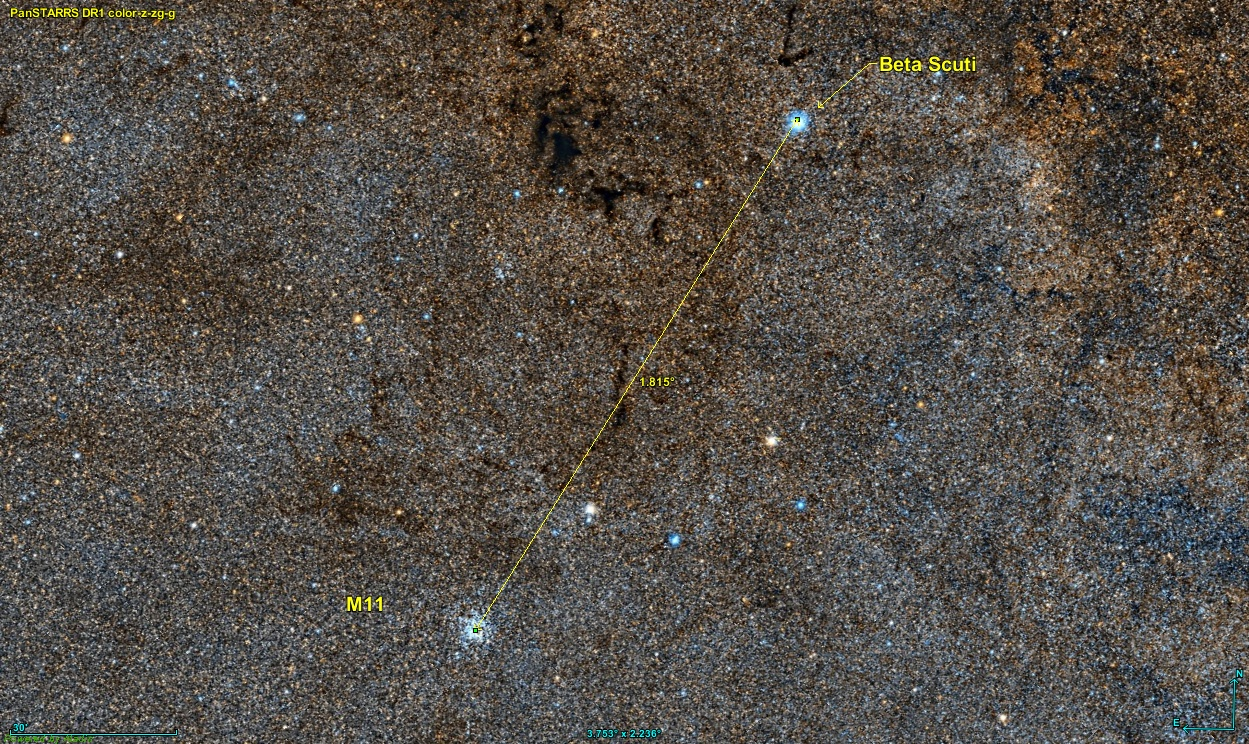
M11 est à 1,8° au sud-est de Beta Scuti.

## Histoire des observations
M11 a été découvert par l'astronome allemand Gottfried Kirch à l'observatoire de Berlin en 1681 et ses étoiles furent résolues par William Derham en 1733. Charles Messier l'a inclus dans son catalogue le 30 mai 1764.
Edmond Halley a observé l'amas en 1716 et l'a décrit comme une petite tache obscure avec une étoile qui brille à travers celle-ci. Après que ses étoiles eurent été résolues par Derham, il a été observé par de Cheseaux, Bode et Koehler. Caroline Herschel a observé l'amas le 22 mai 1783.
William Herschel a observé l'amas à au moins quatre reprises. En 1810, avec un télescope de 10 pieds (la focale), il l'a décrit comme un joli amas rond de 9' à 12'. Le 23 juillet 1827, John Herschel a observé M11 et l'a décrit comme un joli amas irrégulier de 10' à 12' dont toutes les étoiles sont de magnitude 11 excepté une de magnitude 9, l'amas se composant de 5 ou 6 groupes distants avec des espaces entre eux.
Le nom d'amas des Canards Sauvages nous vient de l'astronome britannique William Henry Smyth qui, à la suite de son observation de M11 en juillet 1835, a écrit dans ses commentaires : «This object, which somewhat resembles a flight of wild ducks in shape...». William Huggins a observé le spectre de plusieurs étoiles de M11 qu'il a décrit dans une publication parue en 1867,. 
John Dreyer l'a inclus dans son catalogue sous la désignation NGC 6705 en mentionnant un diamètre de 6'. Une photographie de l'amas a été réalisée par Heber Doust Curtis et elle a été publiée en 1918 dans le livre « Descriptions of 762 Nebulae and Clusters Photographed with the Crossley Reflector », et il a spécifié qu'il ne s'agit pas d'un amas globulaire.

## Caractéristiques

### Distance, taille et vitesse
Neuf valeurs de la distance provenant d'articles publiés entre les années 2005 et 2023 sont indiquées sur la bases de données Simbad: 2,09 kpc, 2 333,46 pc, 2,339 ± 413 kpc, 2 200 pc, 2 203 pc, 1 889 pc, 1 888 pc, 1 750 pc et 2 203 pc. La moyenne et l'écart-type de cet échantillon est de 2 063 ± 218 pc (∼6 730 al). Mentionnons également que M11 est très près du plan de la Voie lactée, à environ 6,8 kpc (∼22 200 al) du centre de cette dernière.
La taille apparente de l'amas selon les sources consultées est de 9', 11' ou 13' (11 ± 2 '), ce qui, compte tenu de la distance de 2 063 ± 218 pc et grâce à un calcul simple, équivaut à une taille réelle de 21,5 ± 6,2 al.
Douze valeurs de la distance provenant d'articles publiés entre les années 2017 et 2022 sont indiquées sur Simbad: 35,49 ± 0,88 km/s, 34,49 ± 0,27 km/s, 35,51 ± 1,65 km/s, 34,0 ± 1 km/s, 32,50 ± 1,13 km/s, 35,681 ± 0,243 km/s, 35,4 ± 1 km/s, 35,67 ± 0,19 km/s, 35,35 ± 0,34 km/s, 36,01 ± 0,4 km/s, 34,90 ± 1,60 km/s et 31,7 ± 2,1 km/s. La moyenne et l'écart-type de cet échantillon est de 34,7 ± 1,4 km/s. La valeur positive de la vitesse moyenne des étoiles indique qu'il s'éloigne du système solaire.

### Métallicité
La base de données Simbad rapporte 12 valeurs de la métallicité (Fe/H) de M11 comprises entre 0,02 et 0,169 pour une valeur moyenne de 0,101 ± 0,053. Une métallicité comprise entre 100,048 et 100,154 signifie que le pourcentage d'éléments lourds (plus lourds que l'hydrogène et l'hélium) de cet amas est compris entre 112% et 154% de celui du Soleil.

### Âge
Selon le site WEBDA et le catalogue Lynga, l'âge de M11 est d'environ 200 millions d'années (log10 = 8,302),.
Une autre source indique un âge variant de 250 Ma à 316 Ma. Une étude photométrique réalisée sur 1419 étoiles de l'amas a aussi conclu à un âge similaire, soit 250 Ma, alors qu'une autre basé sur l'abondance d'éléments-α (O, Mg, Si, S, Ca et Ti, éléments de numéro atomique Z inférieur à 22 et pair), dite abondance [α/Fe], propose un âge de 300 Ma. Enfin, selon une étude récente publiées en 2023 et basée sur l'appauvrissement en lithium dans la photosphère de 6200 étoiles de 52 amas ouverts , l'âge de NGC 6705 est de 437 +88
−65 Ma (log10 age= 8,64  +0,08
−0,07).

### La masse de M11
La masse de l'amas peut être évaluée à partir de sa luminosité et de sa cinématique. Elle serait comprise entre 3700 {\displaystyle M_{\odot }} et 11 000 {\displaystyle M_{\odot }}.

### Les étoiles de M11
Selon le catalogue Lynga consacré aux amas ouverts, le nombre d'étoiles observables dans la région de M11 est de 682 étoiles, cependant le nombre d'étoiles appartenant à l'amas n'est pas indiqué. Ce nombre est cependant très inférieur à celui indiqué par d'autres sources, 2900 étoiles dont 500 sont de magnitude supérieure à 14. Selon un article publié en 2022 basé sur les données recueillies par les relevés du satellite Gaia et de l'ESO, le nombre d'étoiles dont la probabilité d'appartenir à NGC 6705 est supérieure à 0,9 est de 526 à 559. 
On a découvert en date de 2007 un total de 82 étoiles variables dans cet amas. Onze sont de type Delta Scuti, deux de type Gamma Doradus, 40 de type W UMa, une binaire variable à contact, 13 binaires de type Algol et 16 binaires à éclipses de longue période.
NGC 6705 renferme au moins une étoile traînarde bleue, de type spectral A Be.

## Galerie

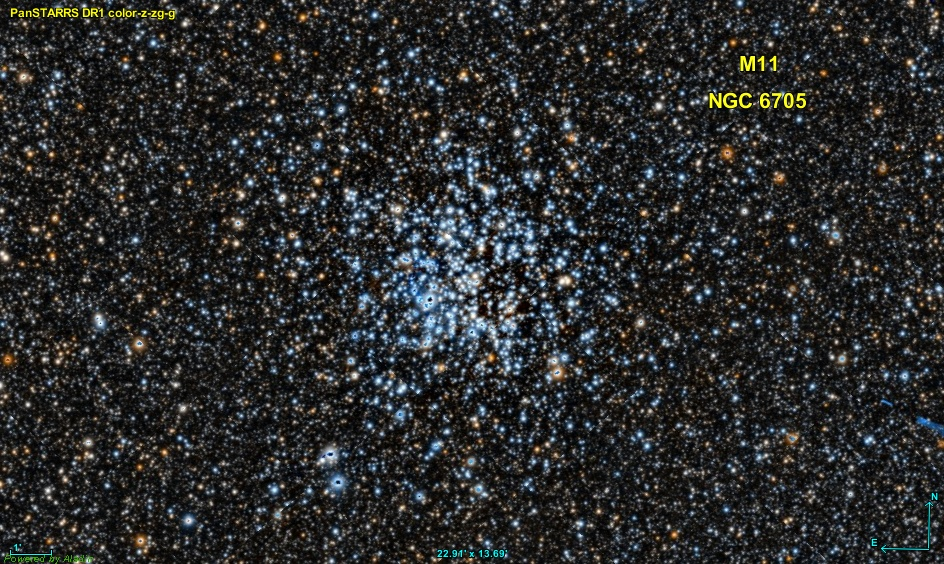
M11 par le relevé Pan-STARRS.
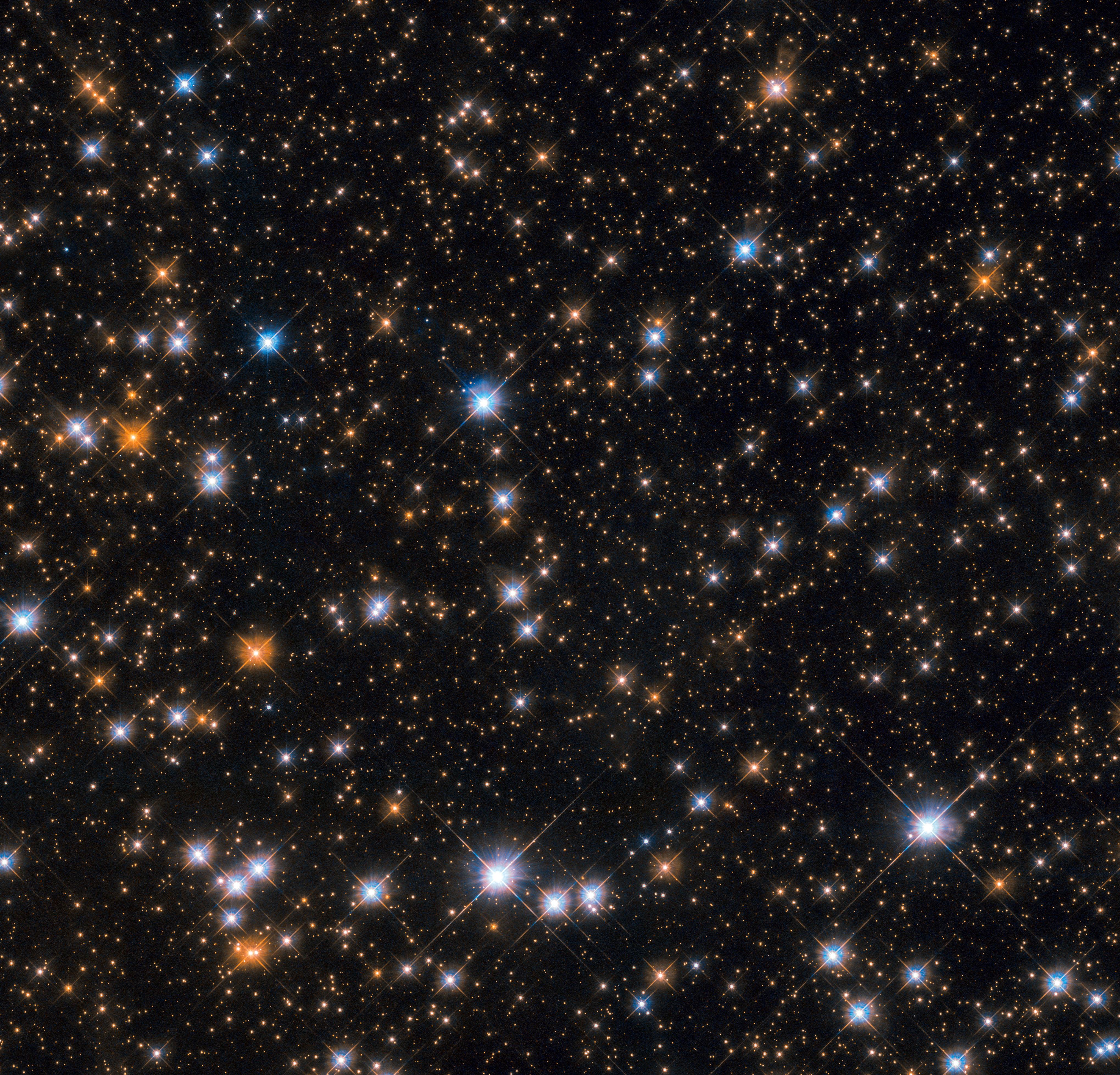
Une portion de Messier 11 par le télescope spatial Hubble.
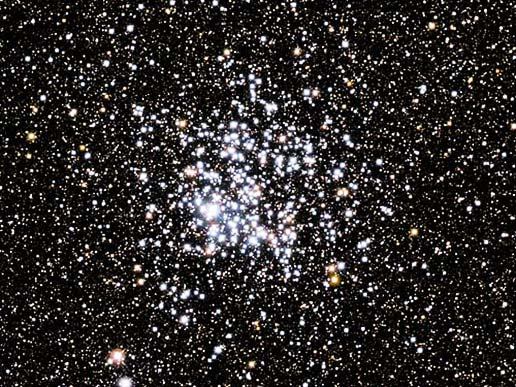
Autre image de M11 en lumière visible.
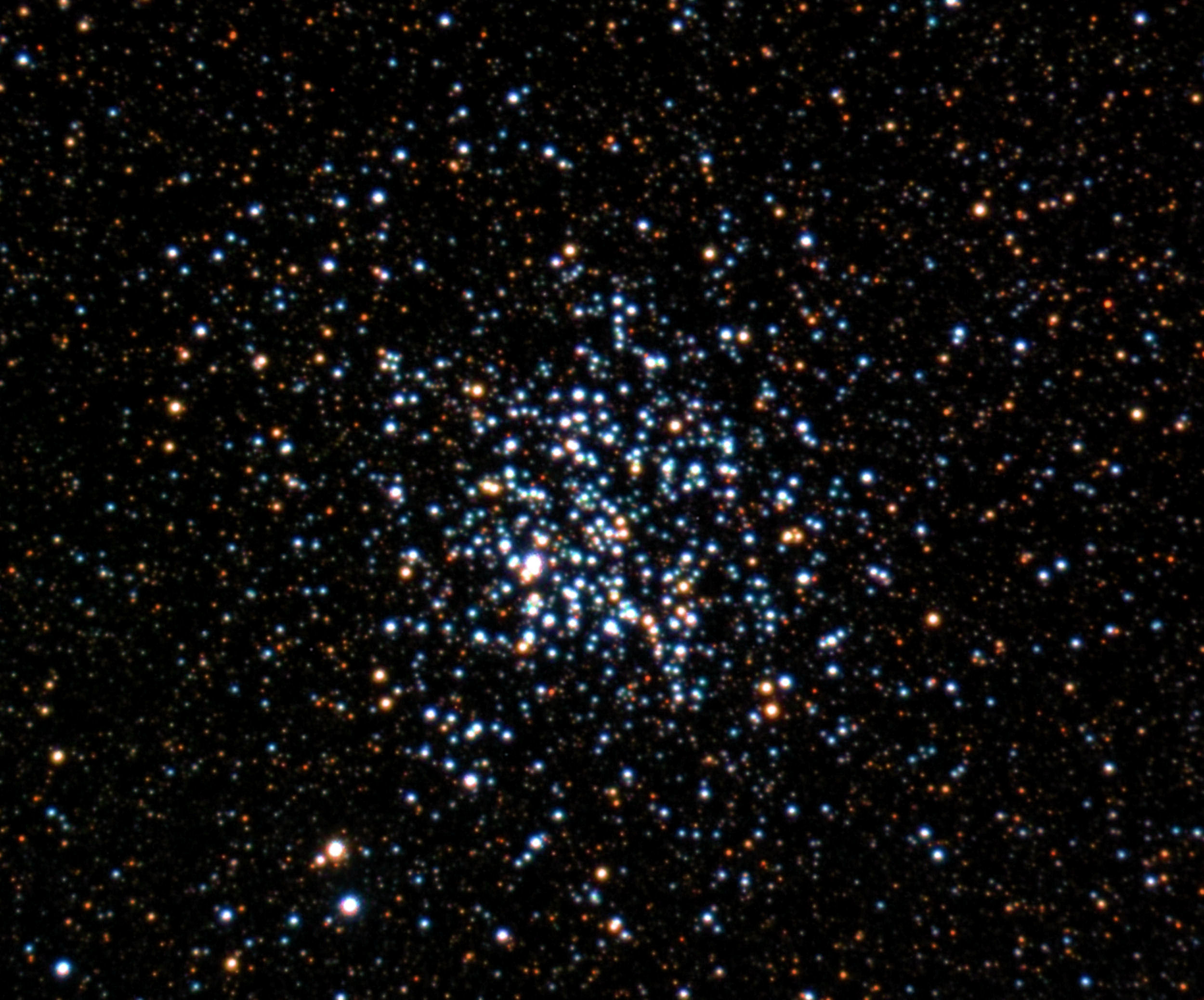
M11 par un astronome amateur.